# یک حرامزاده سرسخت
یک حرامزاده سرسخت (به انگلیسی: One Toug Bastard) که با نام عدالت یک مرد نیز شناخته می‌شود، یک فیلم اکشن و دلهره‌آور آمریکایی محصول سال ۱۹۹۵ به کارگردانی کرت ویمر در اولین فیلم بلند خود و با بازی برایان باسورث، بروس پین و ام‌سی همر. این اولین بار در ایالات متحده از شبکه اچ‌بی‌او پخش شد.

## داستان
کارل ساواک، مأمور سرکش اف‌بی‌آی در تلاش برای سرقت و فروش تسلیحات نظامی است. هنگام سرقت سلاح، یکی از سرسپردگان ساواک، مارکوس، دارلین و ماریان نورث، همسر و دختر گروهبان ستاد ارتش را می‌کشد. جان نورث خودش مورد اصابت گلوله قرار گرفت و به مدت هشت هفته در کما فرورفت. وقتی به هوش می‌آید متوجه می‌شود که ساواک مارکوس را در یک برنامه حفاظت از شاهد قرار داده‌است. در نتیجه، نورث تصمیم می‌گیرد تا عدالت خود را اجرا کند و به دنبال انتقام از ساواک و نوچه‌هایش است.